# Parc (metrostation)
Parc is een metrostation in het stadsdeel Villeray–Saint-Michel–Parc-Extension van de Canadese stad Montréal. Het station werd geopend op 15 juni 1987 en wordt bediend door de blauwe lijn van de metro van Montréal.